# بيلي دوركين
بيلي دوركين (بالإنجليزية: Billy Durkin)‏ (29 سبتمبر 1921 في المملكة المتحدة - 1 أغسطس 2000 في المملكة المتحدة) هو لاعب كرة قدم بريطاني (وحمل سابقاً جنسية المملكة المتحدة لبريطانيا العظمى وأيرلندا) في مركز مهاجم داخلي. لعب مع برادفورد سيتي ونادي روذرهام يونايتد ونادي ألدرشوت ونادي ويموث.